# Yin Zhuo
Yin Zhuo (尹卓), né en septembre 1945, est contre-amiral au sein de la flotte de la République populaire de Chine et membre du comité à la 11e Conférence consultative politique du peuple chinois.
Son père est Ming Liang Yin (尹明亮), vice-commissaire dans l'armée populaire de libération à Fuzhou. Yin Zhuo est membre du Parti communiste chinois . Yin fait ses études à l'Université de Paris et à l'École navale.
Yin Zhuo fut directeur du comité consultatif pour l'informatisation de la marine chinoise durant la onzième Conférence consultative politique du peuple chinois.
Yin Zhuo  contribue au débat international sur l'Arctique et déclare que ce territoire n'appartient à personne et qu'aucune souveraineté ne peut être revendiquée sur cette région.